# Любарт
Лю́барт-Дмитро (лит. Liubartas; бл. 1312 / 1300 — 4 серпня 1383) — великий князь волинський (1340—1383) та галицький (1340—1349, 1353—1354, 1376—1377). Син великого князя литовського Гедиміна. Молодший брат Явнута, Кейстута, Ольгерда. Засновник мурованого Луцького замку.

## Імена
- Любарт (лит. Liubartas; ст.-укр. Любартъ[3][3]) — литовське язичницьке ім'я.
- Дмитро — хрещене ім'я, отримане після приходу на волинський престол.
- Любарт-Дмитро, або Лю́барт-Дмитро́ Гедимі́нович — з язичницьким і християнським іменем, і по-батькові[1].

## Життєпис

### Народження
Точна дата народження невідома; Фелікс Шабульдо вказав, що Любарт народився між 1311 та 1315 роками, за Яном Тенґовським — близько 1312—1315 років, є також версія що у 1298 році. На думку Ігоря Мицька, був сином дружини Гедиміна, можливе ім'я якої — Леоніда (Левна, Євна). Вона ймовірно була представницею династії Романовичів, тому діти від цього шлюбу, згідно з версією Мицька, отримували право на володіння Волинню та Галичиною. Давніше Стефан Кучинський стверджував, що правдоподібно Любарт-Дмитро був сином останньої дружини Гедиміна, можливе ім'я якої — Євна. Також цей дослідник уважав, що документ 1322 року, який князеві приписували, є фальсифікатом.
У 1325 році, по смерті тестя, короля Андрія Юрійовича, Любарт, за дослідженнями Володимира Антоновича, одержав Східну Волинь і ще за життя батька переселився в цю область[джерело?]. За даними Яна Длугоша, у 1336 році спустошив Мазовію.

### Зовнішня політика

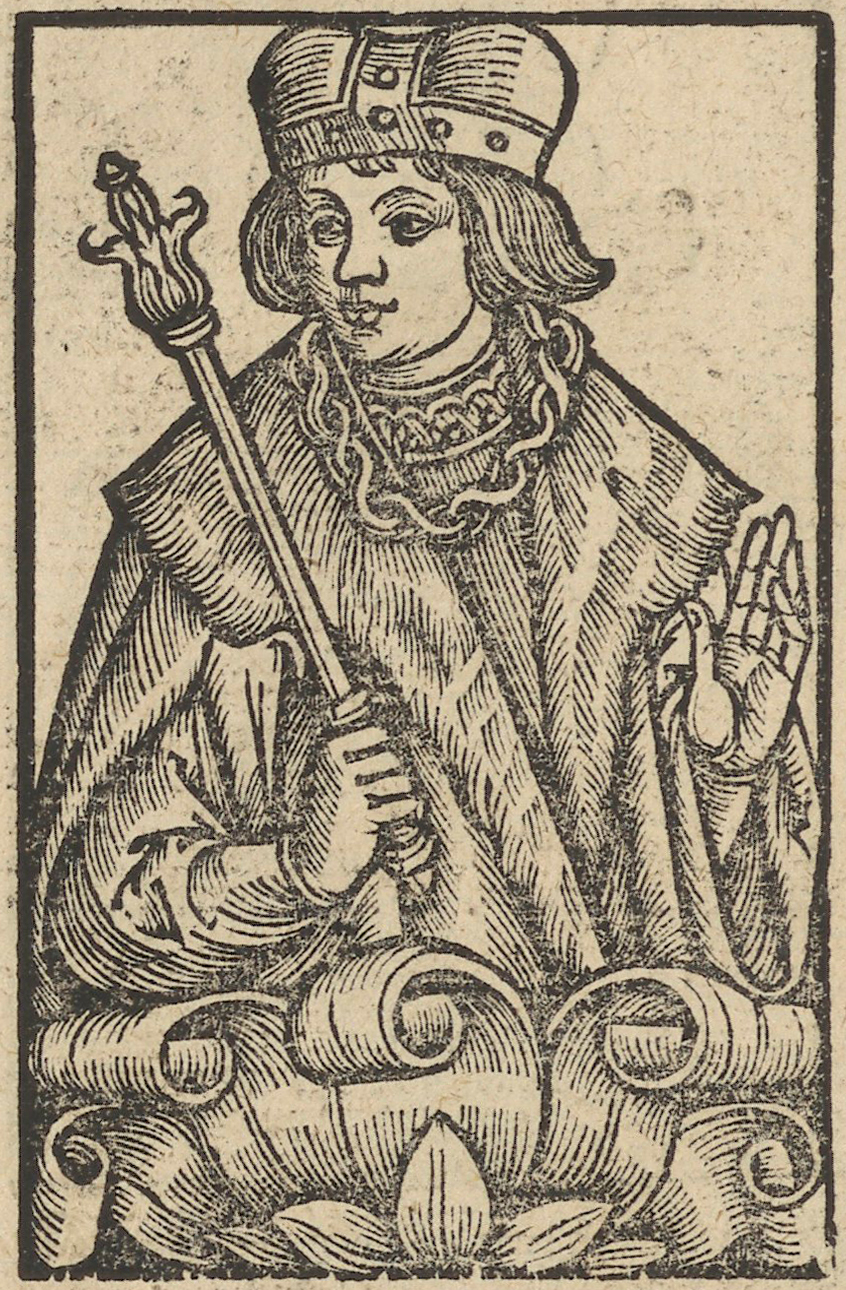
Любарт (Б. Папроцький, 1578)

Після смерті правителя Русі Юрія II Болеслава у 1340 році бояри проголосили Дмитра, по жіночій лінії зятя Юрія ІІ, володарем Руського королівства. Але польський король Казимир III Великий негайно здійснив похід на Львів, однак забравши собі королівські регалії, повернувся до Кракова. З цього часу у Любарта почалася багаторічна війна з Казимиром за спадщину руських королів. Любарт встиг опанувати Володимир, Крем'янець, Збараж та Белз. Зайняті міста він утримував за собою, але не був досить сильним для того, щоби відвоювати Галичину, захоплену Казимиром.
До цього часу (приблизно 1347 року) відноситься дворічне перемир'я між Казимиром III та князями литовськими, у тому числі й Любартом.
У 1349 Казимир III зайняв Волинь, але коли він розпустив військо і повернувся додому, Кейстут у союзі з Любартом витиснув польські гарнізони із замків Волинської, Холмської та Белзької земель, ввірвався навіть у землю Сандомирську та спустошив польське прикордоння. Литовські князі пішли в цей час на зближення з великим князем московським Симеоном Гордим — сином Івана I Калити: у 1350 за згодою останнього Любарт одружився вдруге, з небогою Симеона — дочкою князя ростовського Костянтина.
Ще у 1340 Дмитро втратив Галичину — галицькі бояри під проводом Дмитра Дедька закликали на допомогу татар та за їхньою допомогою уклали договір з трьома претендентами: визнаючи їхню зверхність, виговорили собі внутрішню самоуправу. Правити став Дмитро Дедько — як «староста та управитель Руської землі». Ще у 1340 Дмитро втратив Галичину — галицькі бояри під проводом Дмитра Дедька закликали на допомогу татар та за їхньою допомогою уклали договір з трьома претендентами: визнаючи їхню зверхність, виговорили собі внутрішню самоуправу. Правити став Дмитро Дедько — як «управитель Руської землі».
У 1350 угорський король Людовик уклав угоду з королем Польщі, за якою Угорщина «відступала свої спадкові права» на Руське королівство Казимирові III, який після цього став титулярним королем Русі. 1352 року Дмитро-Любарт разом з братами уклав з Казимиром III та князями Мазовії угоду, за якою посів усю Волинь.
У 1353 литвини розірвали її, Любарт у травні, липні, вересні нападав на Польщу, але Галичини не здобув. 1355 року з братом Кейстутом надав привілей купцям з Торуні, що відкрило їм шлях на західні землі Русі. Це сталось через допомогу від тевтонців ВКЛ проти Польщі, яка того року відібрала Володимир.
У 1366 мав сутички з поляками, втримав частину Волині, зокрема, Луцьк, Стіжок, Шумськ, Острог, Полонне, Меджибіж, Ветли, Люб'яж, Чорногородок, Камінь, Мельницю, однак втратив на користь Казимира III Холмську, Белзьку землі та Володимир.
Після польського походу Любарт уклав договір з Казимиром III щодо взаємодопомоги у боротьбі з ворогами. Після смерті Казимира III в листопаді 1370 знову здобув Володимир.
У 1376 брав участь у поході проти Польщі. У 1377 Людовик Угорський організував похід-відповідь. Любарт швидко припинив опір, завдяки чому втримав Волинь, але змушений був віддати своїх синів як заручників.

### Внутрішня політика
За його правління в Луцьку збудували фортецю — так званий замок Любарта. Львівській церкві святого Юра подарував 1341 року дзвін.
У 1379 як князь Луцький, Володимирський підтвердив право складу Львова.
У 1382 після смерті короля Людовика I придбав в угорських старост Кам'янець, Олесько, Городло, Лопатин, Перемиль (помилково називали Перемишль), Сестрятин (помилково вважали Снятин).

### Смерть
Помер в 1383. Дату смерті дає змогу встановити запис від 4 серпня 1384, зроблений священником церкви святої Катерини Івана на переписаній ним Псалтирі в річницю смерті великого князя Любарта. Ця книга зберігається у Флоренції в бібліотеці Лоренцо Медічі.

## Титул
- 1322: ст.-укр. Милостию Божею и светое его Богоматери, и светого Иоанъна Богослова, я Любартъ Кгедеминовичъ, Луцкий и Володимерский князь[12].
- 1347: у грамоті Візантийського імператора титулується «Володимирський король Дмитро Любарт»[13].

## Сім'я
1321/1323 року одружився з Ганною-Буче (Євфимією) — донькою галицько-волинського (за іншими даними, луцького[джерело?] чи володимирського) князя Андрія II Юрійовича (пом. до 21.5.1323), за даними Леонтія Войтовича — дочкою Лева Юрійовича, за іншими даними — дочкою Юрія ІІ Болеслава — князя Галицько-Волинського. На думку Фелікса Шабульдо, більш правдоподібним видається припущення польського історика Яна Тенговського, який уважає, що першою дружиною могла бути донька чи сестра князя Данила Острозького, а шлюб, найімовірніше, мав місце незадовго до 1328-го і тоді ж Любарт мусив прийняти православ'я й церковне ім'я Дмитро (Геронім Граля вважав, що Любарт прибрав хресне ім'я на честь тестя — князя Дмитра Острозького).
1349 року одружився вдруге з Ольгою-Агафією (пом. 1386) — дочкою ростовського князя Костянтина Васильовича.
У Любарта були сини:
- Федір Любартович (бл.1351 — після 1 червня 1431) — Великий князь волинський (1383—1390, 1431), князь сіверський (1393—1405), жидачівський (бл.1405—1431)
- Іван (пом. кінець XIV ст.)
- Лазар (пом. після 1386)
- Семен (пом. після 1386)[20]
- Василь — син першої дружини[21]

## Вшанування пам'яті
Вулиця Князя Любарта у Києві.
Іменем Князя названо 20-ту бригаду оперативного призначення «Любарт» 1-го корпусу НГУ «Азов».

### Монографії
- Stadnicki K. Lubart xiąże Wołyński. — Lwów, 1853. — 269 + XXXI s.
- Войтович Л.  Князівські династії Східної Європи (кінець IX — початок XVI ст.). Львів: Інститут українознавства, 2000.
- Войтович Л. 4.18. Гедиміновичі. Любартовичі. //  Князівські династії Східної Європи (кінець IX — початок XVI ст.). Львів: Інститут українознавства, 2000.
- Войтович Л. Удільні князівства Рюриковичів і Гедиміновичів у XII—XVI ст. — Львів, 1996. — 256 с.
- Грушевський М. Історія України-Руси. — Т. 4.

### Статті
- Войтович Л. Князь Юрій-Болеслав Тройденович: ескіз портрета [Архівовано 29 квітня 2016 у Wayback Machine.] // Княжа доба: історія і культура. — Львів, 2011. — Вип. 5. — 272 с. — С. 209—220.
- Войтович Л. Польща, Мазовія, Литва та Угорщина у боротьбі за спадщину Романовичів // Проблеми слов'янства. — Вип. 59. — Львів, 2010. — С. 52–66.
- Чобіт Д. Українська Волинська держава XIV—XV століть // Пам'ятки України: національна спадщина. — 2017. — № 1 (6—7). — С. 11—29.

### Словники
- Довідник з історії України [Архівовано 10 квітня 2009 у Wayback Machine.] // За ред. І. Підкови та Р. Шуста. — К. : Генеза, 1993.
- Боротьба за спадщину Українського Королівства (1340—1392) [Архівовано 5 серпня 2018 у Wayback Machine.]
- Шабульдо Ф. Любарт [Архівовано 16 вересня 2016 у Wayback Machine.] // Енциклопедія історії України : у 10 т. / редкол.: В. А. Смолій (голова) та ін. ; Інститут історії України НАН України. — К. : Наукова думка, 2009. — Т. 6 : Ла — Мі. — С. 372. — ISBN 978-966-00-1028-1.
- Kuczyński S. Lubart Dymitr (w. XIV) // Polski Słownik Biograficzny. — Wrocław — Warszawa — Kraków — Gdańsk : Zakład Narodowy Imienia Ossolińskich, Wydawnictwo Polskiej Akademii Nauk, 1972. — T. XVII/4, zeszyt 75. — S. 576—577.
- Любарт-Дмитро Ґедимінович [Архівовано 14 вересня 2020 у Wayback Machine.] // Українська мала енциклопедія : 16 кн. : у 8 т. / проф. Є. Онацький. — Буенос-Айрес, 1960. — Т. 4, кн. VII : Літери Ле — Ме. — С. 867. — 1000 екз.